# Thénouville (comuna suprimida)
Thénouville era una comuna nueva francesa situada en el departamento de Eure, de la región de Normandía, que el uno de enero de 2018 fue suprimida al fusionarse con la comuna de Touville pasando sus comunas delegadas a formar parte de la comuna nueva de Thénouville.

## Historia
Fue creada el uno de enero de 2017, en aplicación de una resolución del prefecto de Eure de 3 de agosto de 2016 con la unión de las comunas de Bosc-Renoult-en-Roumois y Theillement, pasando a estar el ayuntamiento en la antigua comuna de Bosc-Renoult-en-Roumois.

## Demografía
| Gráfica de evolución demográfica de Thénouville entre 1800 y 2014 |
|                                                                   |

Los datos entre 1800 y 2013 son el resultado de sumar los parciales de las dos comunas que forman la nueva comuna de Thénouville, cuyos datos se han cogido de 1800 a 1999, para las comunas de Bosc-Renoult-en-Roumois y Theillement de la página francesa EHESS/Cassini. Los demás datos se han cogido de la página del INSEE.

## Composición
| Comuna delegada         | Código INSEE | Población (2013) | Superficie (km²) | Densidad (hab./km²) |
| ----------------------- | ------------ | ---------------- | ---------------- | ------------------- |
| Bosc-Renoult-en-Roumois | 27089        | 432              | 2.56             | 169                 |
| Theillement             | 27626        | 408              | 7.14             | 57                  |